# Allée Édouard-Branly
Pour les articles homonymes, voir Édouard Branly et Branly.
L'allée Édouard-Branly est une voie de Toulouse, chef-lieu de la région Occitanie, dans le Midi de la France.

## Situation et accès

### Description
L'allée Édouard-Branly est une voie publique. Elle se situe au cœur du quartier du Busca.
Elle naît de l'avenue Victor-Ségoffin, dont elle se sépare au niveau de la place du Busca. Longue de 364 mètres, d'une largeur régulière de 12 mètres, elle est rectiligne et orientée au sud-est. Elle rencontre successivement la rue Henri-Rachou, la rue Marceau et la rue Julien-Desprez, au carrefour de laquelle est se termine. Elle est prolongée au sud-est par la place Henry-Russell, qui borde l'avenue Paul-Crampel.
La chaussée compte une seule voie de circulation automobile, en sens unique, de l'avenue Victor-Ségoffin vers la place Henry-Russell. Elle appartient à une zone 30 et la vitesse y est limitée à 30 km/h. Elle est à double-sens cyclable et il existe une bande cyclable pour les cyclistes circulant à contre-sens.

### Voies rencontrées
L'allée Édouard-Branly rencontre les voies suivantes, dans l'ordre des numéros croissants :
1. Avenue Victor-Ségoffin
2. Rue Henri-Rachou
3. Rue Marceau
4. Rue Julien-Desprez

### Transports
L'allée Édouard-Branly est parcourue et directement desservie par la ligne de bus 44. La station de métro la plus proche, sur la grande-rue Saint-Michel, est la station Saint-Michel – Marcel-Langer, sur la ligne .
Il existe plusieurs stations de vélos en libre-service VélôToulouse sur l'allée Édouard-Branly  ou à proximité : les stations no 112 (47 allée Édouard-Branly) et no 118 (2 place du Busca).

## Odonymie

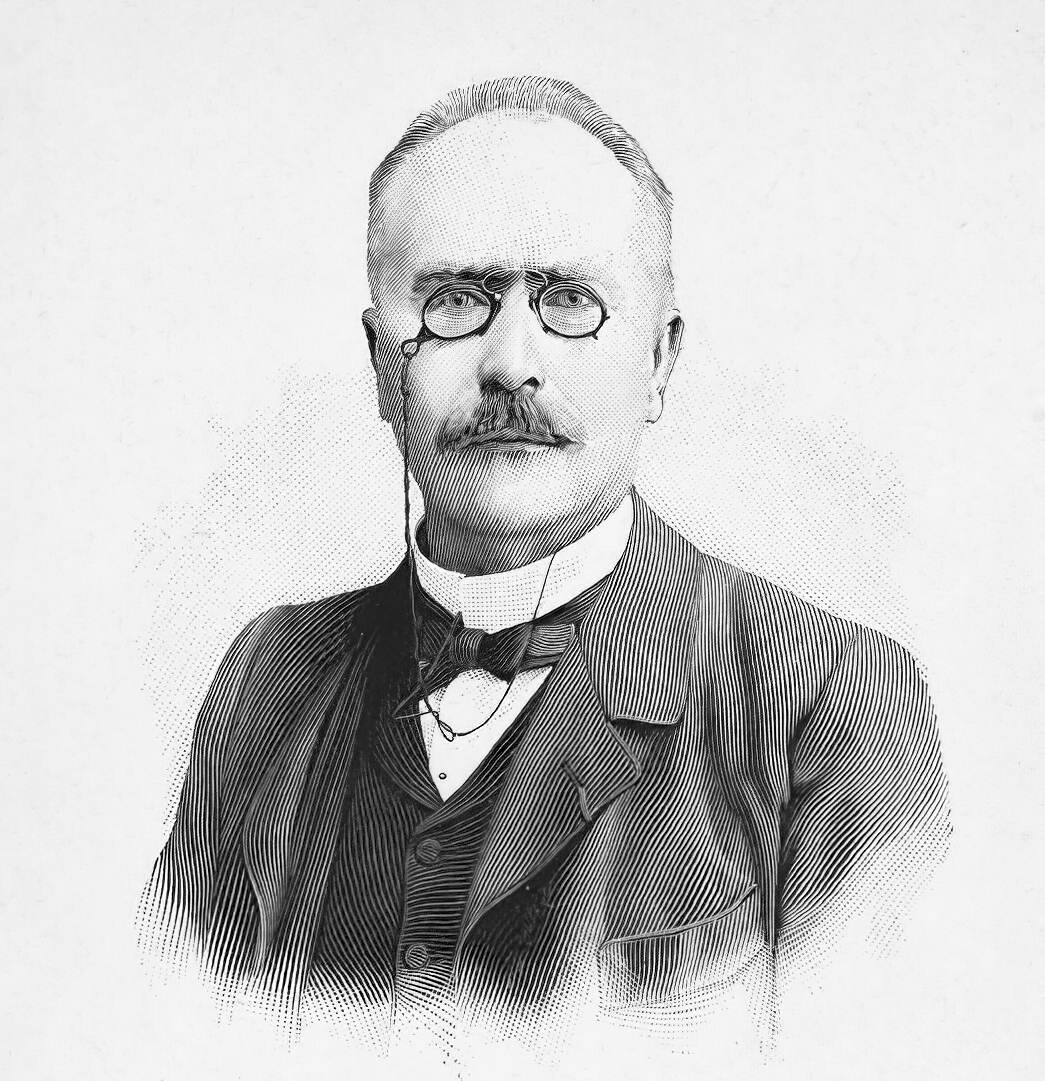
Portrait d'Édouard Branly (1904, Figures contemporaines tirées de l'Album Mariani).

C'est en 1940 que l'allée du Busca prit son nom actuel, en hommage à Édouard Branly (1844-1940). Physicien et médecin, il découvre les principes de la radioconduction dans les années 1890, et est l'un des précurseurs de la radiodiffusion. Catholique fervent, il enseigna à l'Institut catholique de Paris dès sa création, en 1876.
À l'origine, l'allée, dont le tracé correspond à l'allée centrale du domaine du Busca, en avait naturellement pris le nom. C'était celui de la famille de Busca, et plus particulièrement de Pierre de Busca, conseiller au parlement et à la chambre de l'Édit de Castres, qui possédait une métairie au début du XVIIe siècle. Le domaine passa, durant les siècles suivants entre plusieurs mains, mais il ne changea pas de nom. Au milieu du XVIIIe siècle, il appartenait à Jean-François Daspe de Meilhan, président à mortier au parlement, qui fit bâtir une maison de plaisance – ou « château » (emplacement des actuels no 35 et 50 allée Édouard-Branly). Au XIXe siècle, il s'étendait entre les actuelles avenue Victor-Ségoffin, rue des Orfèvres et rue Léo-Lagrange, mais il fut progressivement partagé et loti entre 1840 et 1859 par son dernier propriétaire, M. de Castellane. Plusieurs voies ont porté le même nom, l'ayant perdu depuis : à côté de l'actuelle place du Busca, il a aussi existé un chemin du Busca (actuelles avenues François-Frizac, Victor-Ségoffin et Marcel-Langer), un chemin-de-ronde du Busca (partie de l'actuelle avenue Paul-Crampel) et une rue du Busca (actuelles avenues François-Frizac et Victor-Ségoffin).

## Patrimoine et lieux d'intérêt

### Lycée professionnel Georges-Guynemer
Le collège d'enseignement technique (CET) est construit en 1958 sur les plans de l'architecte Louis Cazelles. Il est construit à l'emplacement d'une ancienne usine de moteurs d'avions, les Ateliers Saint-Éloi et porte naturellement le nom de l'aviateur Georges Guynemer, aviateur, (1894-1917), mort durant la Première Guerre mondiale. En 1975, il devient lycée d'enseignement professionnel (LEP), puis lycée professionnel en 1985.

### Maisons
- no  1 : maison (premier quart du XXe siècle)[7].
- no  11 : maison (premier quart du XXe siècle)[8].
- no  13 : maison (premier quart du XXe siècle)[9].
- no  36 : maison toulousaine (premier quart du XXe siècle)[10].
- no  40 : maison (1925, André et Pierre Thuriès)[11].
- no  46 : maison toulousaine (deuxième moitié du XIXe siècle)[12].
- no  50 : maison (1908, Joseph Gilet)[13].
- no  54 : maison toulousaine (deuxième moitié du XIXe siècle)[14].